# Dura lex, sed lex
Dura lex sed lex (łac. Twarde prawo, ale prawo) – rzymska zasada prawnicza wyrażająca absolutną nadrzędność norm prawa, zgodnie z którą należy bezwzględnie stosować się do przepisów ustawy niezależnie od ich uciążliwości oraz konsekwencji dla zobowiązanego. Słowa te są skrótem wypowiedzi Ulpiana.
Znane było powiedzenie o treści przeciwnej Summum ius summa iniuria (Cicero, de off. 1.33): Najwyższe prawo [bywa] najwyższym bezprawiem.